# Erstlingsschuhe

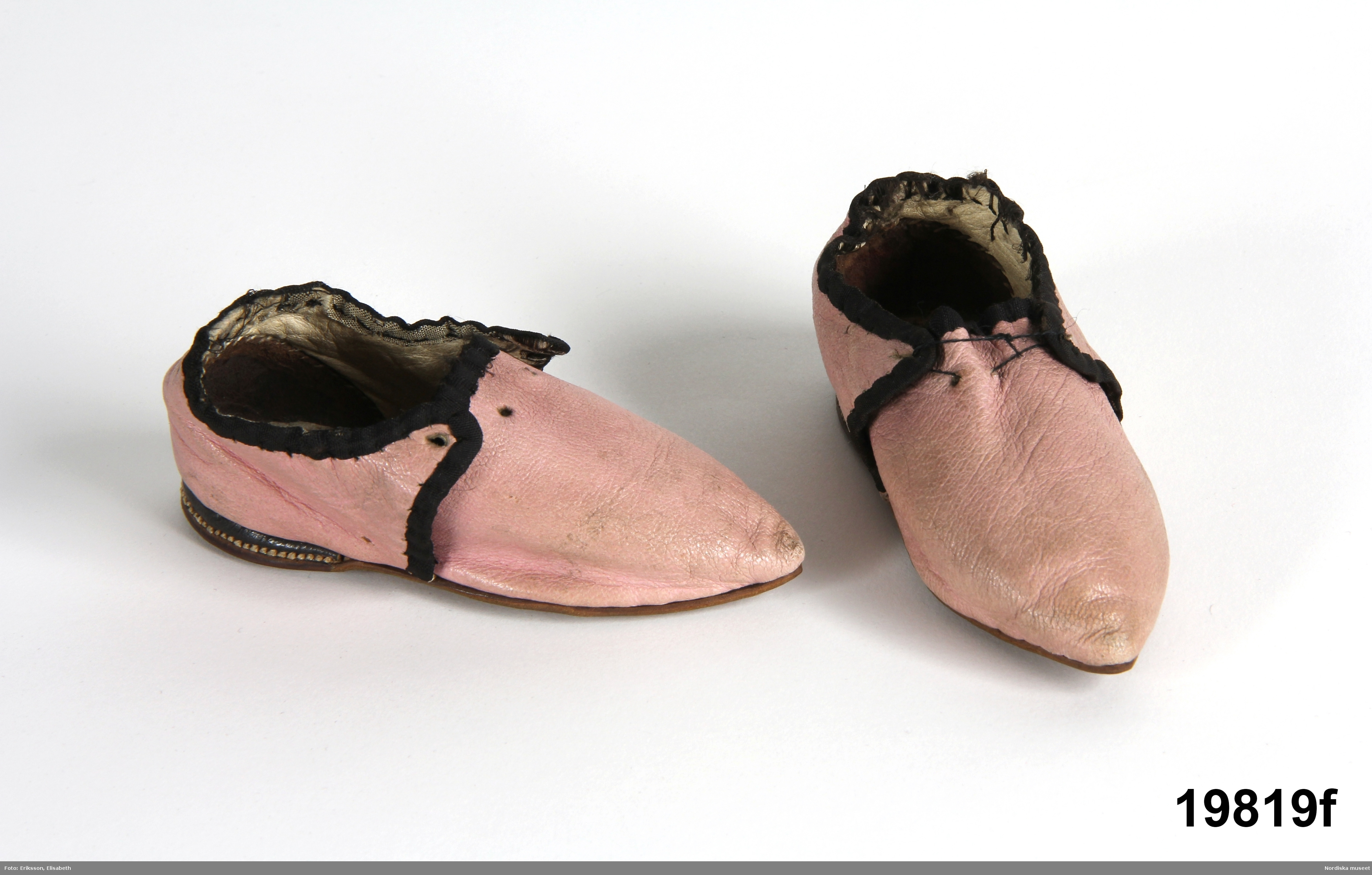
Erstlingsschuhe als Teil einer Taufausstattung (Nordiska Museet)

Erstlingsschuhe sind die ersten Schuhe, die ein Mensch in seinem Leben trägt. 
Da das Kind noch nicht laufen kann, ist der praktische Nutzen von Erstlingsschuhen gering. Wohlhabende bürgerliche und adlige Familien sahen aber ein Statussymbol darin, ihren neugeborenen Nachwuchs etwa anlässlich der Taufe mit einer kompletten Bekleidung auszustatten; dazu gehörten dann auch Schuhe. Erstlingsschuhe wurden im 19. Jahrhundert popularisiert. Man konnte sie aufbewahren und anlässlich der Hochzeit in ein individuelles Geschenk für Braut oder Bräutigam umwandeln, indem man sie galvanisieren ließ.